# Montmorency
Montmorency – miasto i gmina we Francji, w regionie Île-de-France, stolica kantonu w departamencie Dolina Oise. Montmorency znajduje się około 13 km na północ od obwodnicy Paryża i 21 km od portu lotniczego Paryż-Charles de Gaulle. Montmorency liczy około 21 381 mieszkańców (dane z 2007 roku).
Montmorency stała się w XVII wieku znaną miejscowością wypoczynkową, która przyciągała wiele sławnych postaci. Pobyt Jean-Jacques’a Rousseau od kwietnia 1756 do czerwca 1762 na długi czas naznaczył miasto i uczynił je celem pielgrzymek.
Po upadku powstania listopadowego w 1830, wielu znanych Polaków zamieszkało w Montmorency. Na miejscowym cmentarzu Les Champeaux zostali pochowani m.in.: Adam Mickiewicz, Julian Ursyn Niemcewicz, Cyprian Kamil Norwid, Bronisław Piłsudski, Olga Boznańska, Tadeusz Makowski, Klaudyna Potocka, Maria Kasterska, Kazimierz Błociszewski, Roman Palester.

## Geografia
Miasto położone jest nad jeziorem d’Enghien.
Gmina sąsiaduje z miastami Enghien-les-Bains, Soisy-sous-Montmorency, Andilly, Domont, Saint-Brice-sous-Forêt, Groslay oraz Deuil-la-Barre.

## Historia

### Początki
Nazwa miasta pochodzi od łacińskiej nazwy Mons Maurentius, czyli Góra Maurencjusza. Miejsce było zasiedlone już w neolicie. Według legendy rodu de Montmorency nazwa pochodzi od zawołania ich przodka: Mon-Maure-occis (Zabiłem mojego Maura), wygłoszonego w czasie walki u boku Karola Młota.

### Średniowiecze

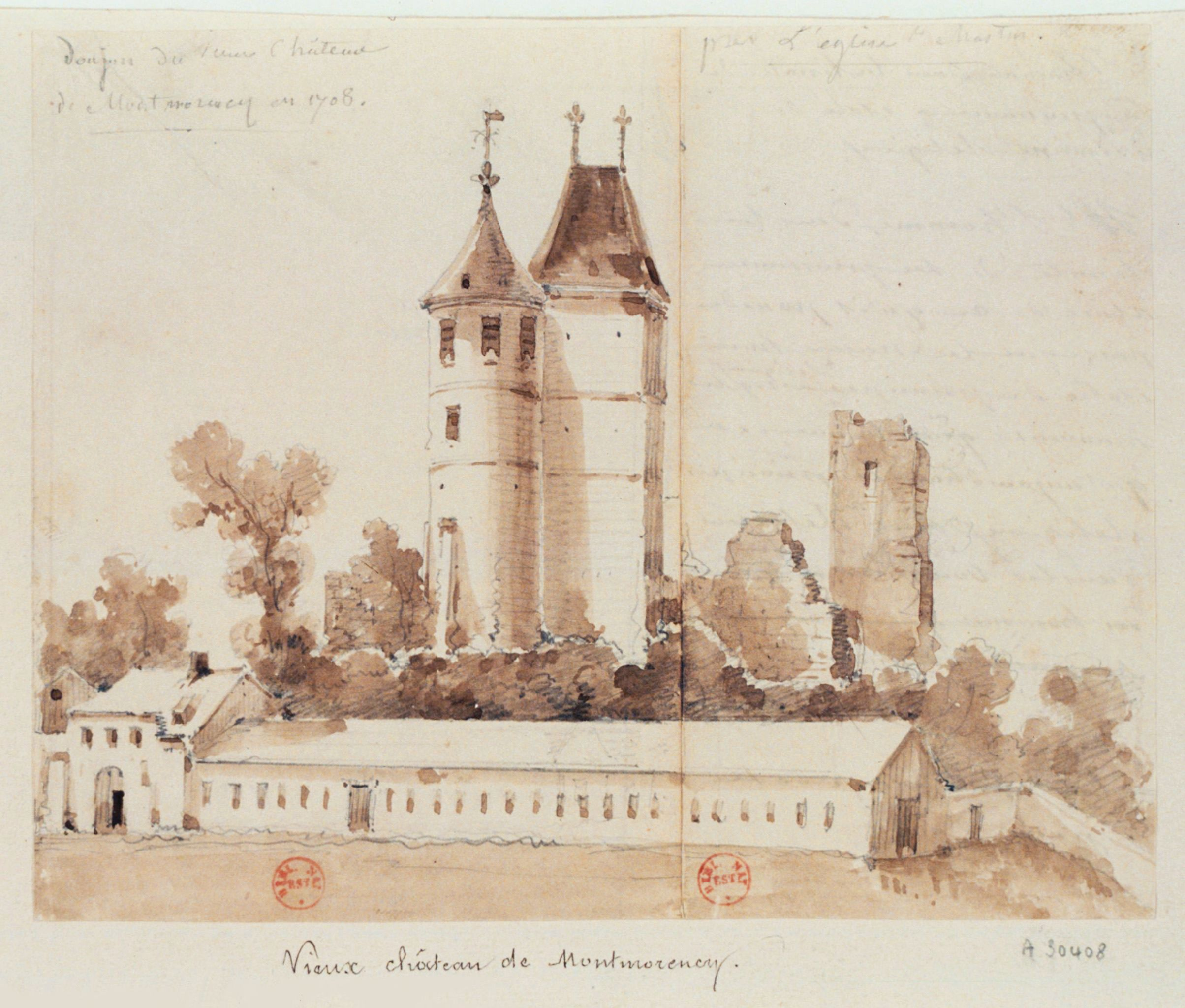
Donżon starego zamku Montmorency w 1708

Strategiczne położenie miejscowości, na skalnym wzniesieniu, dominującym nad rzymską drogą do Rouen, spowodowało, że już w IX w. wzniesiono tu drewniany zamek. Od 997 r. zamek stał się własnością barona Boucharda Brodatego, założyciela jednego z najbardziej znanych rodów w historii Francji (zwanego od XII w. de Montmorency).
W XII w. zbudowano kamienny zamek oraz mury obronne wokół miasta, które stało się ważnym regionalnym ośrodkiem handlowym i rzemieślniczym. W 1257 osiedlili się tu templariusze. Wojna stuletnia przyniosła miastu duże zniszczenia, w ruinę popadł zamek, którego nigdy nie odbudowano.

### Odrodzenie i XVII w.

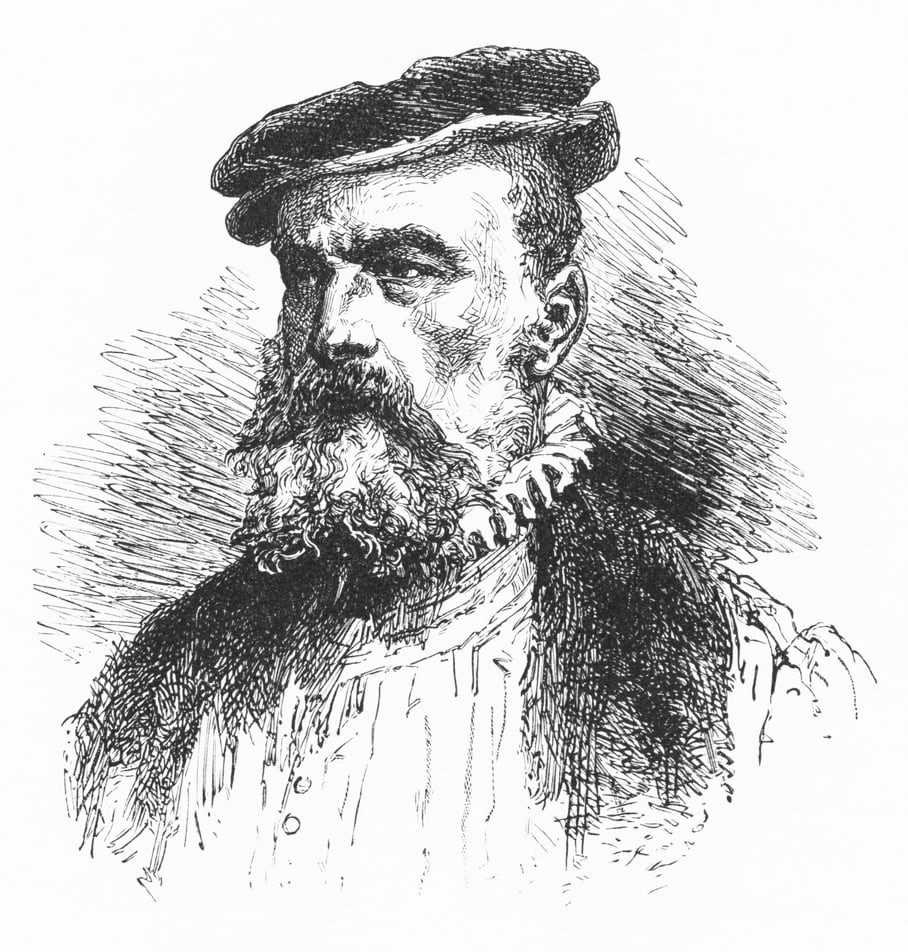
Konetabl Anne de Montmorency (1493–1567)

W XVI w. w okolicach rozwijała się uprawa winorośli i sadownictwo. Wojny religijne przyniosły jednak zniszczenia i masakry ludności protestanckiej. W 1632 wygasł ród de Montmorency, a miasto stało się własnością Burbonów.
W XVII w. miasto liczyło około 1500 mieszkańców i zaczęło się specjalizować w uprawie lokalnej odmiany czereśni. Stało się miejscem letniskowym dla finansistów i artystów dworskich. Uwieczniła je w swoich listach markiza de Sévigné, a Charles Le Brun zbudował tu wspaniałą posiadłość (dziś już nieistniejącą).

### XVIII w.

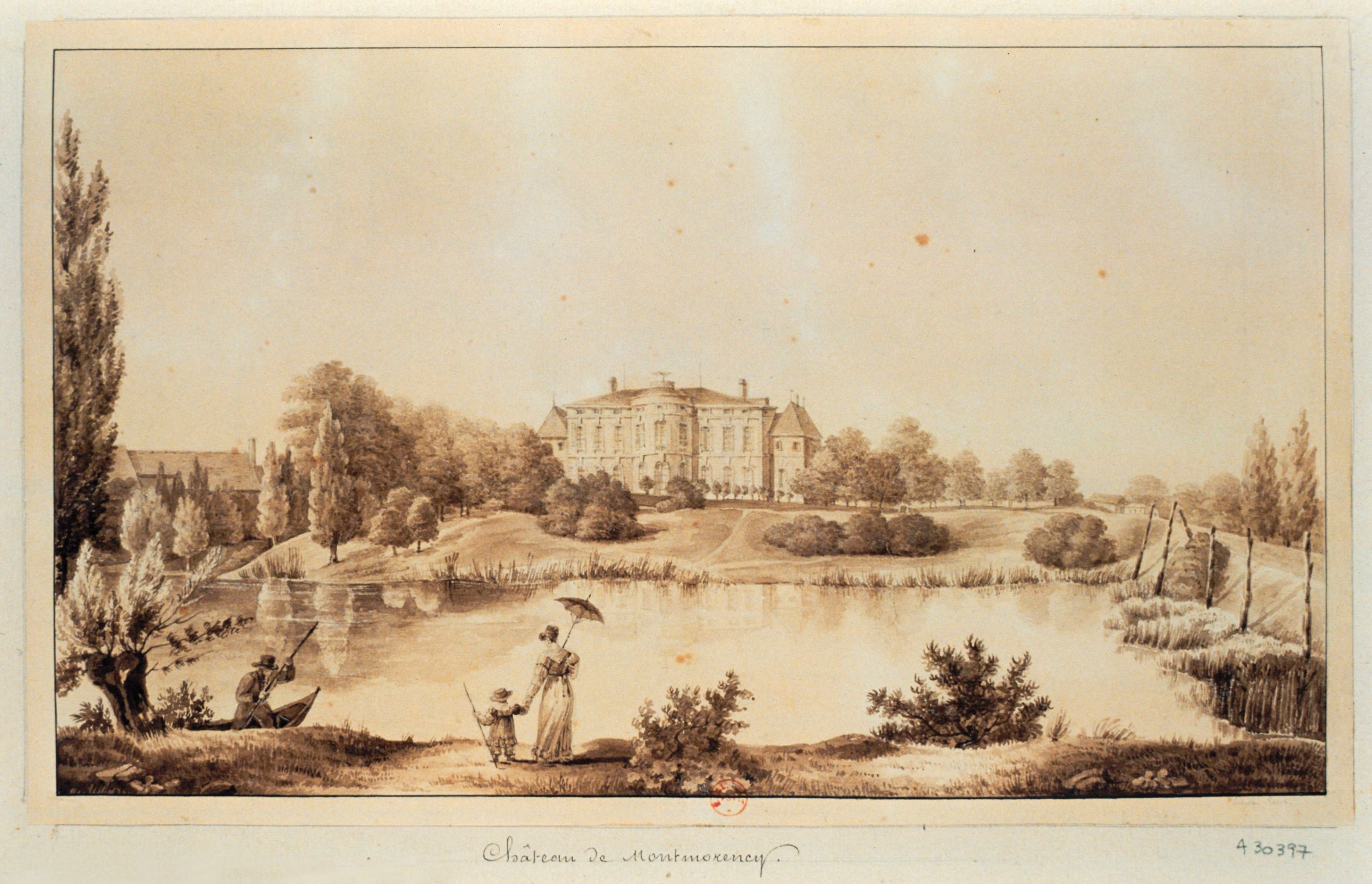
Zamek w Montmorency

W 1702 bogaty finansista Pierre Crozat kupił opuszczoną posiadłość Le Bruna i nie tylko odnowił ją, lecz także wybudował nowy pałac. Zamieszkał w nim marszałek de Montmorency-Luxembourg, protektor Jana Jakuba Rousseau. Zamek, opuszczony w czasie rewolucji, stopniowo niszczał, aż został wyburzony w 1817.
Około 1788 wzniesiono kolejny pałac w stylu neoklasycznym, który od 1906 stał się ratuszem Montmorency.

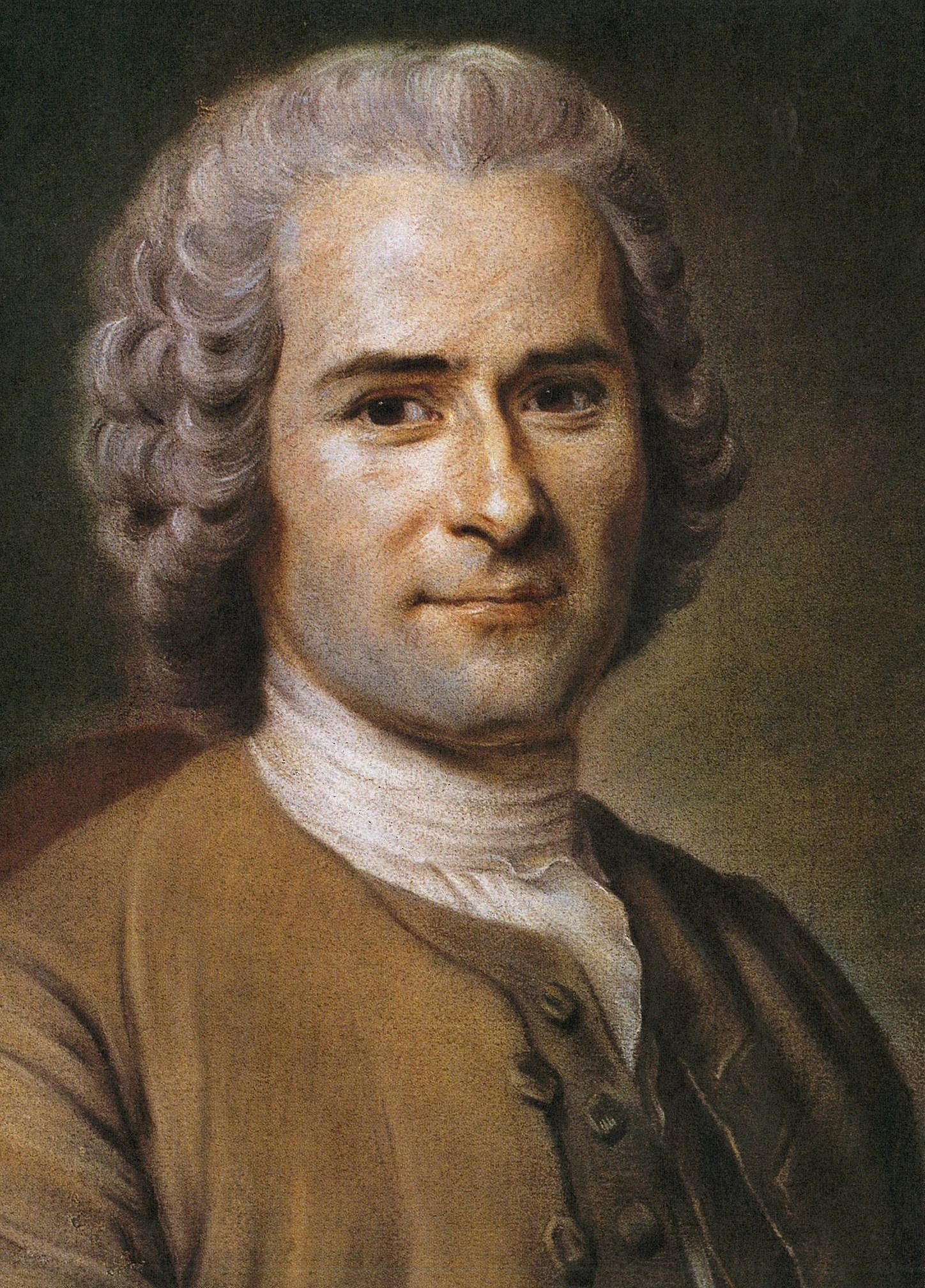
Jean-Jacques Rousseau

Najsłynniejszym gościem w Montmorency był w XVIII w. Jan Jakub Rousseau, który zamieszkał w latach 1756–1762 najpierw u Louise d’Épinay, a następnie u marszałka de Montmorency-Luxembourg. W posiadłości marszałka mieszkał w niewielkim domu, zwanym Montlouis, gdzie napisał Nową Heloizę, Umowę społeczną i Emila. Musiał opuścić to miejsce na skutek skandalu, wywołanego publikacją Emila i pośpiesznie uciekać do Szwajcarii.
Podczas rewolucji francuskiej, w 1793 decyzją Konwentu zmieniono nazwę Montmorency na Émile, ku czci dzieła Rousseau pod tym samym tytułem. W 1794 wystawiono trumnę ze zwłokami tego filozofa na placu miejskim, podczas uroczystego przenoszenia zwłok z pierwotnego miejsca pochówku w Ermenonville do Panteonu w Paryżu.

### XIX w.
Montmorency stało się miejscowością wypoczynkową dla zamożnych paryżan oraz wielu znakomitości takich jak księżna de Berry, rodzina Bonapartów, François-Adrien Boieldieu, Rachel Félix, Louis Blanc, Jules Michelet, Richard Wagner.
W 1866 miasto otrzymało linię kolejową, łączącą je z Enghien-les-Bains.
Wojna francusko-pruska w 1870 pozostawiła smutne wspomnienie prawie rocznej okupacji miasta przez wojska pruskie, które wymogły na mieszkańcach okup 400 000 franków, zanim wycofały się z miasta.

#### Zmiany nazwy miasta
W ciągu swojej historii, miasto zmieniło nazwę 9 razy na:
- Anguien (Enghien) w 1689 na prośbę księcia de Condé; zachowało tę nazwę aż do rewolucji, chociaż nazwą zwyczajową pozostało „Montmorency”
- Montmorency w 1790
- Émile w 1793 decyzją Konwentu rewolucyjnego, ku czci Jana Jakuba Rousseau
- Montmorency w 1813 za pozwoleniem Napoleona
- Enghien w 1814 po dojściu do władzy Ludwika XVIII
- Montmorency podczas Stu Dni
- Enghien w 1815 po powrocie Burbonów do władzy
- ostateczny powrót do nazwy Montmorency w 1832 („Enghien” zaczęło wówczas oznaczać pobliskie nowe uzdrowisko nad brzegiem jeziora Enghien).

#### Sławni Polacy w Montmorency

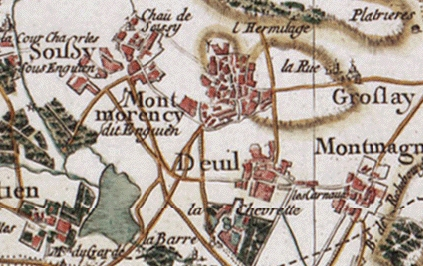
Montmorency około 1780 r.

Po upadku powstania listopadowego w 1830, wielu znanych Polaków-uciekinierów z powstania znalazło schronienie w Montmorency, przyciągniętych z pewnością związkiem tego miasta z Janem Jakubem Rousseau. Wiele pomników i tablic w miejscowej kolegiacie św. Marcina, jak również wiele grobów na cmentarzu Les Champeaux zaświadcza o obecności Polaków w tym mieście. Na cmentarzu Les Champeaux był pochowany w 1855 Adam Mickiewicz, jego szczątki pozostały tu do 1890, kiedy zostały przeniesione do katedry wawelskiej w Krakowie. Na cmentarzu w Montmorency są także pochowani Julian Ursyn Niemcewicz oraz Cyprian Kamil Norwid. W XX wieku pochowano tutaj m.in. Romana Palestra (1989).
W dzielnicy tej mieszkał również znany, polski konstruktor samolotowy Wsiewołod Jakimiuk.

### XX w.

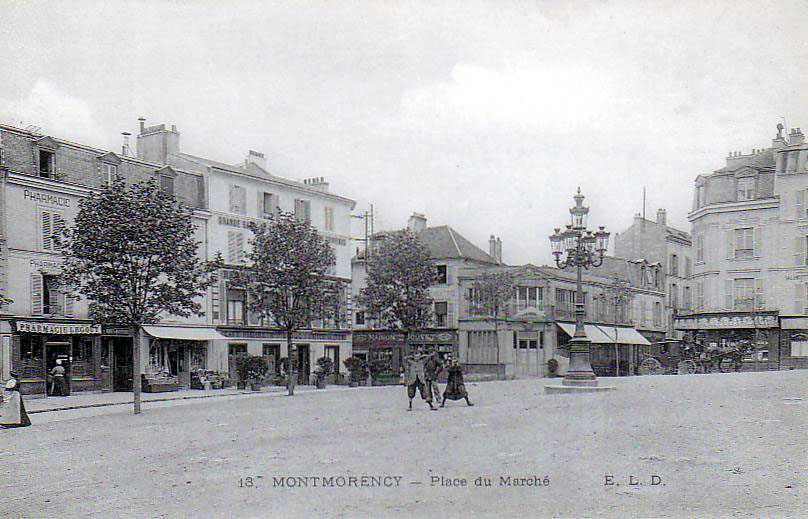
Plac Targowy w Montmorency około 1900 r.

Od początku XX wieku liczba ludności zwiększyła się czterokrotnie. Mimo to nie zwiększyła się znacząco gęstość zabudowy miejskiej. W przeciwieństwie do wielu innych okolicznych miast, nie zbudowano także żadnych dużych zespołów mieszkalnych. Urbanizacja dokonywała się przez budowę domów, przeważnie wolnostojących, w miejsce dziewiętnastowiecznych posiadłości. Śródmieście zostało częściowo przebudowane, ale zachowało swój zabytkowy charakter, z centralnym placem i otaczającymi go stromymi i krętymi uliczkami. Jedynym obszarem, który doświadczył urbanizacji na dużą skalę jest względnie odizolowany od pozostałej części miasta płaskowyż Champeaux, położony na północ od centrum. W latach 1960. i 1970. powstała tam sporych rozmiarów dzielnica domków jednorodzinnych oraz domów wielorodzinnych, jednak o niewielkich rozmiarach. Pomimo bliskości Paryża miasto zachowało prowincjonalny wygląd, na który dodatkowo wpływa górzysta rzeźba terenu, względnie trudny dojazd oraz duża liczba parków i sadów na jego obrzeżach. Miasto pozostaje jednym z najbardziej pożądanych miejsc do zamieszkania, ceny nieruchomości są najwyższe ze wszystkich gmin departamentu (z wyjątkiem sąsiedniego Enghien-les-Bains). Wiejski charakter miasta zakłóca jedynie hałas powodowany przez samoloty lądujące i startujące z portu lotniczego Paryż-Charles de Gaulle oraz projektowana budowa drogi szybkiego ruchu, która ma poprawić dojazd do miasta i sąsiednich gmin.

## Demografia
Po szybkim wzroście liczby ludności, który zachodził od początku XX wieku, a w szczególności w latach 1946–1968, kiedy ludność zwiększyła się z 11 000 do ok. 19 000, liczba mieszkańców pozostaje stabilna pomimo wybudowania nowych mieszkań. Stabilizacja ta jest wynikiem praktycznie całkowitego zajęcia przez budownictwo terenów na terenie gminy, co ogranicza budowę nowych mieszkań, a także ogólnej tendencji zmniejszania się średniej liczby osób w gospodarstwach domowych panującej we Francji.
Struktura wiekowa gminy jest podobna do obserwowanej na terenie regionu, z kilkoma różnicami. Gmina, podobnie jak cały region Île-de-France, doświadczyła spadku ludności w młodym wieku między latami 1990 i 1999. Udział młodzieży poniżej 15 lat w ogóle ludności zmniejszył się o 0,5% w stosunku do średniej regionalnej, ale spadek dotyczy jedynie dziewcząt, liczba chłopców w Montmorency zwiększyła się w tym samym czasie o 0,6%.
Bardziej wyraźny jest spadek udziału mężczyzn w wieku 15–29 lat – o 4% wobec 2% w całym regionie.
Zmiana udziału kobiet w tym przedziale wiekowym jest podobna do obserwowanej w regionie – spadek o 2%.
W przedziale 30–44 lata zanotowano w regionie spadek o 0,7% (kobiety) i 1,3% (mężczyźni), podczas gdy w Montmorency było to odpowiednio 1,9% i 2,3%. Poza globalną tendencją spadkową liczby ludności poniżej 45 lat, przyczyną są również wysokie ceny mieszkań, oraz niewystarczająca liczba lokali socjalnych, ograniczające młodym ludziom możliwość osiedlenia się w mieście.
W przedziale wiekowym ponad 45 lat, lokalne tendencje nie wykazują odchyleń od regionalnych. Jedyna różnica występuje wśród osób powyżej 60 lat, których udział w ogóle ludności przekracza średnią regionalną o 1,3% w przypadku mężczyzn w wieku 60 a 74 lat (o 2% w przypadku mężczyzn w przedziale 75–94 lat i stanowi 200% średniej regionalnej w przypadku mężczyzn starszych niż 95 lat) oraz o 1,9% w przypadku kobiet w wieku 60–74 lat (o prawie 4% w przypadku kobiet w wieku 75–94 lat i stanowi 300% średniej regionalnej w przypadku kobiet powyżej 95%lat). Nadreprezentacja osób powyżej 60 lat jest prawdopodobnie spowodowana istnieniem na terenie gminy wielu domów spokojnej starości.
Podsumowanie: odsetek osób poniżej 15 roku życia jest podobny do średniej regionalnej, niższy od średniej regionalnej jest udział osób w przedziale 15–44 lata a wyższy (i wciąż powiększający się) jest udział osób powyżej 45 lat.
| 1806                                                                 | 1876 | 1881 | 1901 | 1911 | 1921 | 1931   | 1936   | 1946   | 1954   | 1962   | 1968   | 1975   | 1982   | 1990   | 1999   |
| -------------------------------------------------------------------- | ---- | ---- | ---- | ---- | ---- | ------ | ------ | ------ | ------ | ------ | ------ | ------ | ------ | ------ | ------ |
| 1683                                                                 | 4088 | 4295 | 5419 | 7093 | 8490 | 10 891 | 10 535 | 11 126 | 14 094 | 16 369 | 18 691 | 20 860 | 20 798 | 20 920 | 20 599 |
| Liczba ludności od 1990: bez posiadających inne miejsce zamieszkania |      |      |      |      |      |        |        |        |        |        |        |        |        |        |        |

## Podział administracyjny i władze lokalne
Montmorency była siedzibą władz jednego z trzech arrondissement departamentu Val-d’Oise od 1968. W marcu 2000 podjęto decyzję o przeniesieniu podprefektury (czyli arrondissement) do Sarcelles, a zmiany ostatecznie weszły w życie w kwietniu 2004. Obecnie miasto jest siedzibą kantonu Montmorency, w skład którego wchodzi również miejscowość Groslay. W listopadzie 2001 utworzono wspólnotę aglomeracyjną Communauté d’agglomération de la Vallée de Montmorency, którą zamieszkuje 101,9 tys. osób (1999).
W skład rady miasta wybranej w 2001 wchodzi 35 radnych:
- 25 radnych z listy „Bien vivre à Montmorency” (Żyć przyjemnie w Montmorency – UMP)
- 6 radnych z listy „L’Avenir ensemble” (Wspólna przyszłość – PS)
- 3 radnych z listy „Montmorency le vrai défi” (Montmorency – prawdziwe wyzwanie – UDF)
- 1 radny z listy „Montmorency pour vous autrement” (Inne Montmorency – dla was – FN)

Na terenie Montmorency mieści się również wiele urzędów administracyjnych i sądowych: sąd rejonowy, sąd pracy, krajowy urząd ds. zatrudnienia (ANPE), urząd skarbowy, centrum opieki i ubezpieczeń społecznych etc.

### System podatkowy i budżet
Wysokość lokalnych podatków mieści się w średniej departamentu dla gmin o podobnej liczbie mieszkańców.
Montmorency jest jedną z gmin departamentu Val-d’Oise, która inwestuje najwięcej: 314 € na mieszkańca, przy średniej 191 € w departamencie. Inwestycje w wysokości 4 700 000 € (w 2005), przeznaczone są w 52% na infrastrukturę miejską i ochronę środowiska, w 20% na oświatę i kształcenie zawodowe i w 13% na sport i młodzież. Oszczędności netto wynosiły 2 300 000 € w 2004. Obsługa zadłużenia to 76 € na mieszkańca, przy średniej 117 € na mieszkańca departamentu. Miasto jest więc zarządzane prawidłowo i ma dużą zdolność do samofinansowania.

### Bezpieczeństwo
Wskaźnik przestępczości w Montmorency w 2005 wynosił 52,24 przestępstw na 1000 mieszkańców (sumaryczny wskaźnik liczby przestępstw i wykroczeń, obejmujący również sąsiednie gminy Soisy-sous-Montmorency, Andilly i Margency podlegające komisariatowi w Montmorency). Wskaźnik ten był najniższy w całym departamencie Val-d’Oise i zdecydowanie niższy od średniej krajowej (83/1000) i departamentalnej (88,15/1000). Wskaźnik wykrywalności sprawców przestępstw wynosił 28,18% i był nieco niższy od średniej krajowej. W sąsiednich okręgach policyjnych wskaźniki przestępczości są wyższy i wynoszą odpowiednio: 66,26/1000 w Ermont, 81,11/1000 w Deuil-la-Barre, 107,37/1000 w Sarcelles oraz 137,75/1000 w Enghien-les-Bains (najwyższy wskaźnik w departamencie).

### Merowie miasta
| Data wyborów                      | Mer                    | Partia                | Inne                               |
| --------------------------------- | ---------------------- | --------------------- | ---------------------------------- |
| luty 1857                         | Jules Marnier          |                       |                                    |
| wrzesień 1865                     | Émilien Rey de Foresta |                       |                                    |
| maj 1904                          | Théophile Vacher       |                       |                                    |
| luty 1909                         | Albert Demirleau       |                       |                                    |
| maj 1929                          | Raymond Perquel        |                       |                                    |
| październik 1944                  | Georges Pointard       |                       |                                    |
| maj 1945                          | Roger Dupont           |                       |                                    |
| październik 1947                  | Pierre Binet           |                       |                                    |
| czerwiec 1948                     | Louis Cortier          |                       |                                    |
| marzec 1965                       | Jacques Rey            |                       |                                    |
| marzec 1971                       | Albert Noachovitch     |                       |                                    |
| 1983                              | Albert Magarian        |                       |                                    |
| czerwiec 1995                     | François Longchambon   | UMP                   | członek Rady Generalnej Val-d’Oise |
| 2008                              | François Detton        | Partia Socjalistyczna |                                    |
| Wcześniejsze dane nie są dostępne |                        |                       |                                    |

## Gospodarka
Montmorency słynęło w średniowieczu w całym regionie z cotygodniowego jarmarku. Odbywa się on do dziś, na placu Rogera Levanneur, w środy i niedziele rano, ale utracił swoje dawne znaczenie.
Od XVII wieku miasto pełni głównie funkcje mieszkalne i nie posiada rozwiniętego przemysłu i usług. Do końca XIX wieku liczne cegielnie używały gliny z płaskowyżu Champeaux, w północnej części miasta, później eksploatacja tego surowca została zarzucona. Na płaskowyżu istniał później przemysł wytwarzający dachówki, w latach 80. XX wieku również ta działalność została zakończona. Tym niemniej gmina uzbroiła i zagospodarowała na tym obszarze trzyhektarową strefę z przeznaczeniem na działalność rzemieślniczą. Władze miasta starają się przyciągnąć do strefy przedsiębiorstwa z sektora usług oraz zaawansowanych technologii. Przykładem jest firma BALT Extrusion specjalizująca się w produkcji cewników oraz sond do pomiaru drożności żył. Od niedawna jest to jedno z najbardziej dynamicznych francuskich przedsiębiorstw, osiągające 80% całkowitego przychodu z eksportu, będące światowym liderem w swojej dziedzinie.
Miejski szpital jest największym pracodawcą na terenie gminy, zatrudniającym 2700 osób (włącznie z oddziałem w Eaubonne). Ponadto na terenie gminy ma siedzibę 11 domów spokojnej starości, dwie kliniki (ogólna i psychiatryczna). Przychodnia Ermitage zatrudnia 89 pracowników i w roku 2002 osiągnęła przychody 382 tys €
W roku 1999, jedynie 18,6% aktywnych zawodowo mieszkańców miasta było zatrudnionych na terenie gminy. Większość osób pracowała poza doliną Montmorency, w której występuje niedobór ofert zatrudnienia, to jest w aglomeracji Cergy-Pontoise, oraz, w przypadku większej części osób, w departamencie Hauts-de-Seine i w Paryżu.
Działalność handlowa na terenie gminy jest niewielka, nie występują wielkie centra handlowe. Istnieje jeden sklep średniopowierzchniowy (Intermarché) na zachodnich obrzeżach miasta, oraz jeden dyskont (Franprix) w centrum miasta (rue de Pontoise). Handel i usługi skupione są w przeważającej większości wokół historycznego centrum.
Poziom bezrobocia w 2005 r. wynosił ok. 9%, czyli nieco mniej niż średnia krajowa. Średni roczny dochód przypadający na gospodarstwo domowe wynosi ok. 36,9 tys € (średnia krajowa: 20,4 tys €).
Kadry z wykształceniem wyższym stanowią aż 27,7% (przy 13,1% średniej krajowej). Kadry z wykształceniem zawodowym stanowią 29,2% aktywnych zawodowo (przy 23,1% średniej krajowej). Przy tym robotnicy stanowią zaledwie 10,9% osób aktywnych zawodowo w gminie (przy 25,6% we Francji). Liczba ludności z wykształceniem wyższym stanowi 32,4%, przy 18,1% średniej krajowej we Francji kontynentalnej. Ludność miasta jest ogólnie bardziej wykształcona i zamożniejsza niż średnia krajowa i regionalna.

## Transport
W XIX wieku Montmorency było słabo dostępne pod względem komunikacyjnym. W 1866 powstała linia kolejowa o długości 3 km, łącząca miasto z dworcem w Enghien-les-Bains. Dworzec w Montomorency został zamknięty w 1954 r. Obecnie miasto obsługiwane jest przez linie autobusowe nr 12, 13, 15M i 16 sieci autobusowej VALMY oraz linię nr 95-02 łączącej miasto z portem lotniczym Paryż-Charles de Gaulle. Komunikacja miejska jest stosunkowo słabo rozwinięta, co wynika z niewielkiej liczby linii autobusowych oraz ograniczonej liczby kursów. Część mieszkańców miasta przy granicy z Enghien-les-Bains może korzystać z dworca kolejowego w tym mieście.
Do miasta można również dojechać autostradą A15 od zachodu, wykorzystując drogę N 170, tworzącą tzw. Boulevard Intercommunal du Parisis, oraz od wschodu drogą krajową RN 1.

## Parki i ogrody

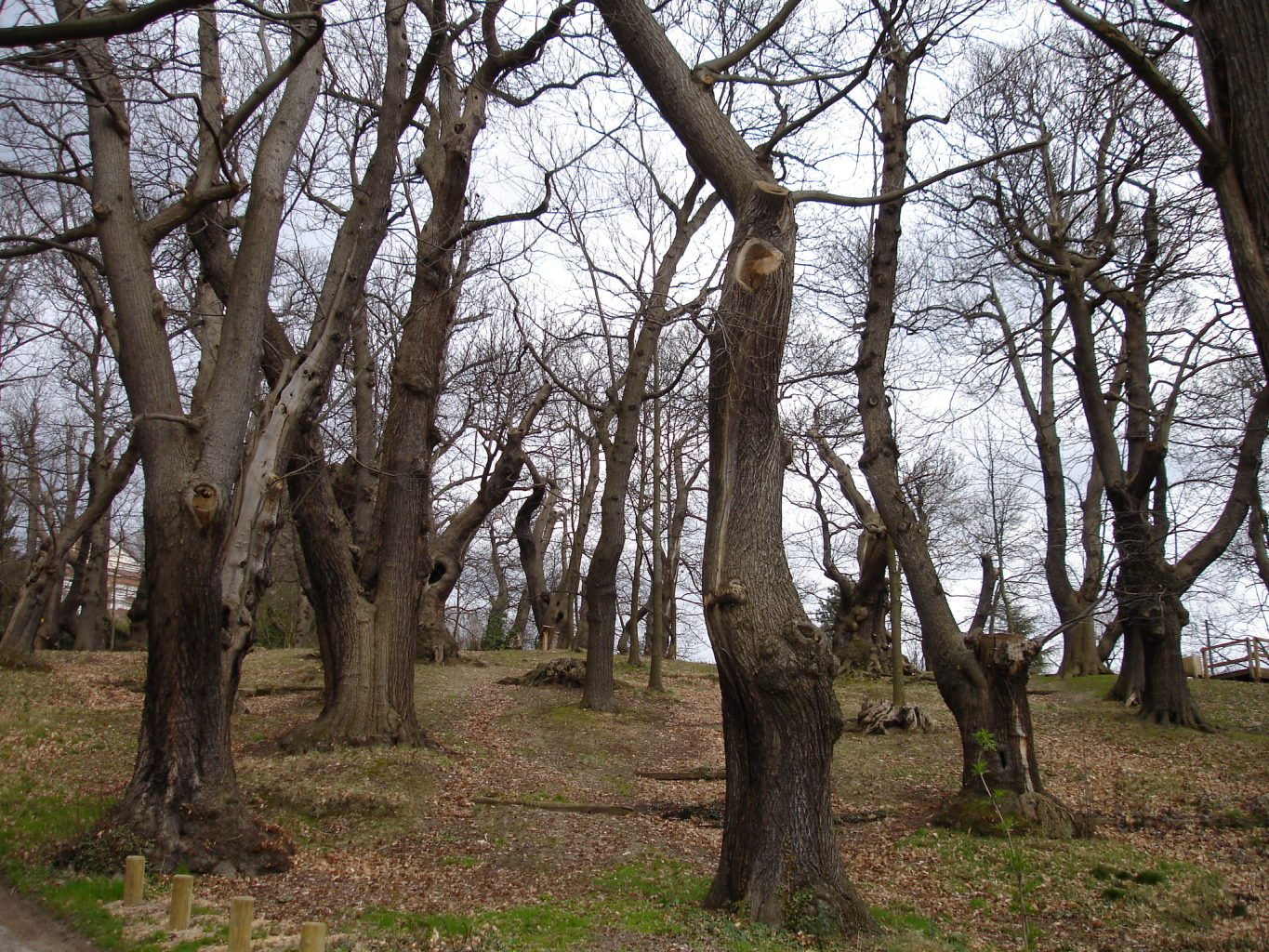
La Châtaigneraie

W mieście znajduje się pięć publicznych parków i ogrodów miejskich:
- park Merostwa (le parc de la Mairie, 2,2 ha)
- las miejski la Châtaigneraie (obszar chroniony)
- ogrody Observance (les jardins de l’Observance)
- park Serve ze ścieżką zdrowia (le parc de la Serve)
- skwer miejski przy alei Charles-de-Gaulle (le square des Acacias)

Poza tymi terenami zielonymi warto jeszcze wymienić ogród przy muzeum Rousseau oraz park przy pałacu książąt Dino (własność miasta, jednak niedostępna dla publiczności). W mieście wyznaczono siedem szlaków pieszych. Na północ od miasta znajduje się rozległy kompleks leśny Las Montmorency zajmujący powierzchnię 2,2 tys. ha.

## Zabytki i atrakcje turystyczne

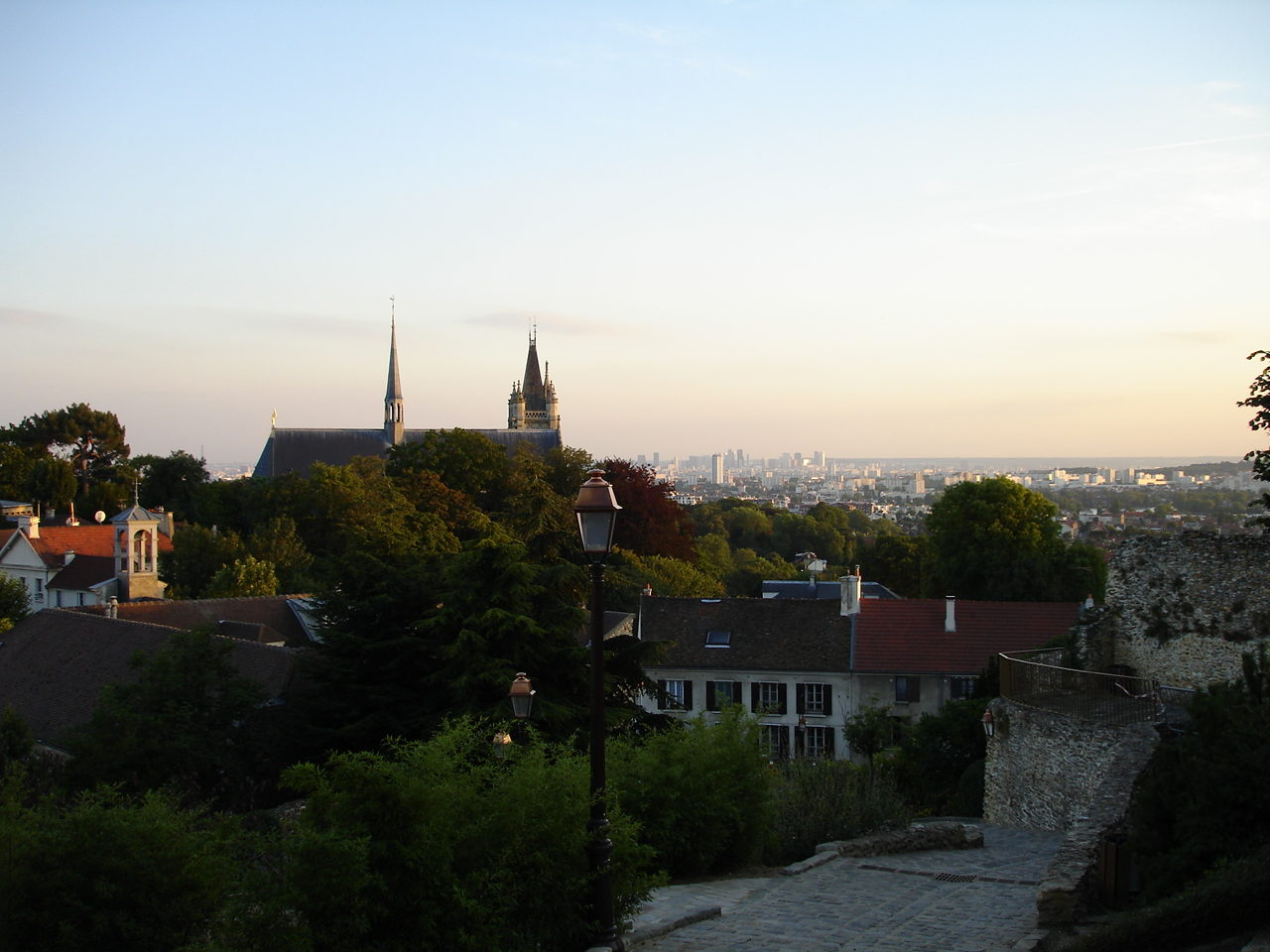
Widok kolegiaty i fortyfikacji o zachodzie słońca

- Muzeum Jana Jakuba Rousseau znajduje się w małym domku Montlouis, gdzie Rousseau mieszkał w latach 1757–1762 po wyprowadzeniu się z l’Hermitage. W głębi ogrodu, tzw. wieża (le donjon), mały pawilon z mansardą, był miejscem pracy pisarza.
- Dom des Commères nazwany tak przez Thérèse Levasseur, towarzyszkę życia Rousseau. Ten dwupiętrowy dom, zbudowany w XVII w., podczas pobytu Rousseau zamieszkiwali dwaj janseniści, którzy łatwo mogli nadzorować filozofa, raczej podejrzliwego, a nawet paranoicznego z natury. Dom, zakupiony przez miasto w 1974, następnie odrestaurowany, mieści obecnie ośrodek badań nad XVIII w. i Rousseau oraz przechowuje około 40 000 dzieł, dotyczących filozofa oraz historii miasta.
- Kolegiata św. Marcina (na zdjęciu obok) została zbudowana w latach 1515–1563 w stylu gotyku płonącego na miejscu wcześniejszej budowli z XII w. Aż do rewolucji francuskiej była miejscem pochówku książąt de Montmorency i została od 1630 przekształcona częściowo w kościół parafialny. Wyróżnia się zbiorem witraży renesansowych.

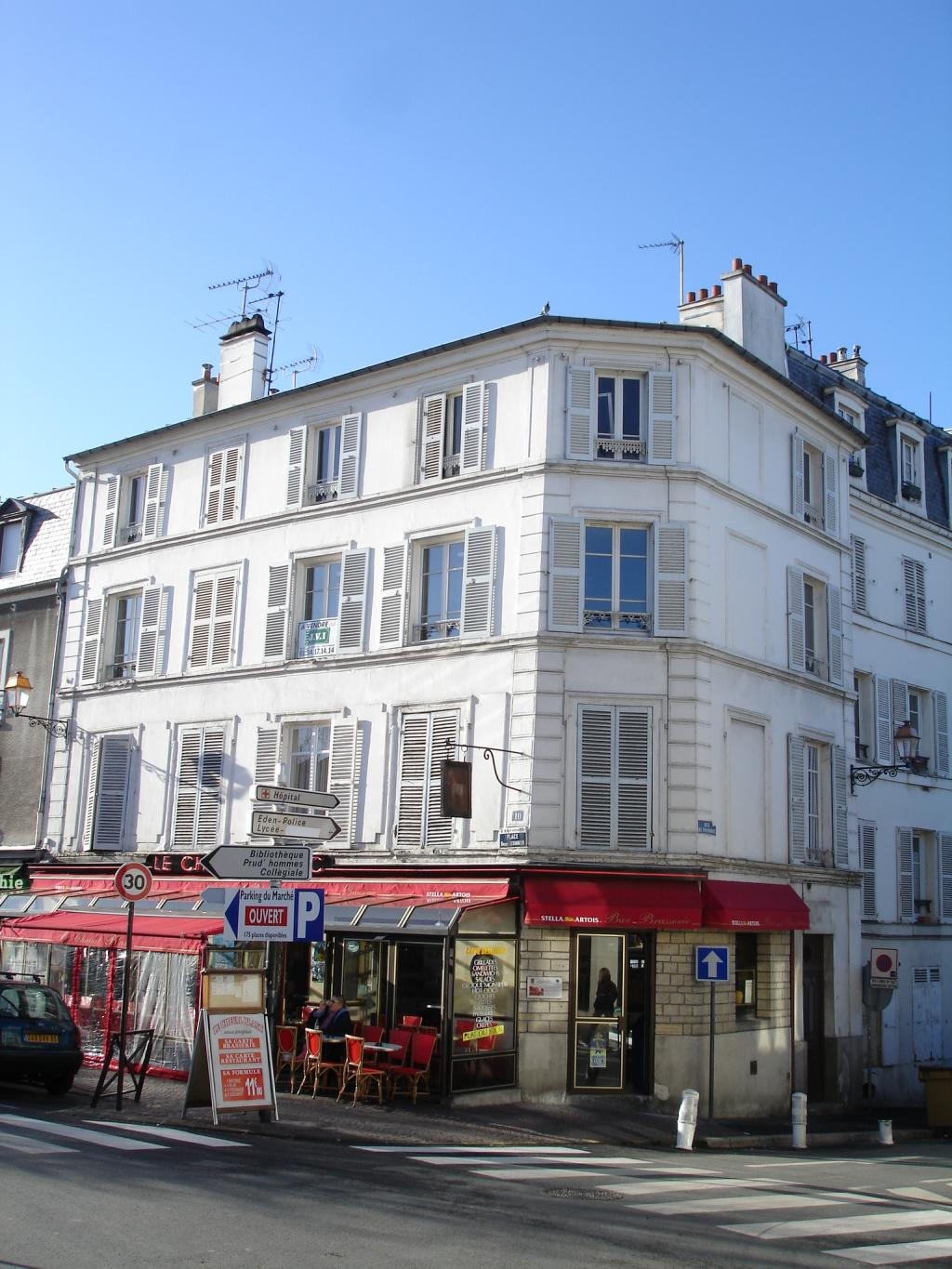
Gospoda „Pod Białym Koniem”

- Plac Roger-Levanneur, znany także jako „Plac Targowy”, jest sercem miasta otoczonym domami, datującymi się w większości z XIX w. Jego rola handlowa rozpoczęła się w XIII w. W 1789 układ zawarty między kupcami i księciem de Condé pozwolił na wzniesienie tam hali drewnianej. Zniszczona w 1834, została zastąpiona halą murowaną, wyburzoną w 1884. Była ona nazwana „Oślą Bramą”, ponieważ właśnie tam wynajmowano te zwierzęta, popularne wśród Paryżan w XIX w., dla przejażdżek w lesie. „Plac Targowy” stał się podczas rewolucji „Placem Prawa”. W 1794 miało tu miejsce czuwanie żałobne, przy okazji przeniesienia zwłok Jana Jakuba Rousseau z Ermenonville do Panteonu w Paryżu. Obecna nazwa placu pochodzi od nazwiska dwudziestojednoletniego (w kwietniu 1944) patrioty, syna miejscowego kupca, współpracującego z ruchem oporu, aresztowanego przez SS i zmarłego w wyniku tortur. Został on pośmiertnie odznaczony Medalem Wojskowym i Krzyżem Wojennym 1939–1945.
- Gospoda pod Białym Koniem (auberge du Cheval blanc), miejsce spotkań sławnych ludzi w okresie restauracji (przywrócenia monarchii Burbonów), znajduje się przy Placu Targowym. Została wybudowana w 1739 przez Nicolasa Leduc, geometrę księcia de Condé. Nazwana wówczas „Kwiat Lilii”, zmieniała nazwę podczas rewolucji na „Pod Białym Koniem”. Jej szyld został namalowany przez sławnych artystów: Isabeya i Gérarda, którzy w ten sposób spłacili długi, zaciągnięte w gospodzie.
- Mury obronne z XV w., przez długi czas były ukryte za domami centralnej części miasta. Odsłonięte podczas wyburzeń i planów budowlanych lat 70. XX w., zostały wyeksponowane przez władze miasta od 1985 r.
- Most od ulicy Saint-Victor, mały most kamienny, wzniesiony przez sędziego Louisa Le Laboureura, służył jako łącznik między posiadłością sędziego w Châteaumont oraz innym majątkiem ziemskim, kupionym od księcia de Condé w 1675 (z wyjątkiem wieży obronnej).
- Pomnik Jana Jakuba Rousseau, na rondzie alei Émile, został wzniesiony w 1907. Dzieło Louisa Carrier-Belleuse, zostało przetopione w 1942 przez Niemców. W 1960 władze miejskie zamówiły nowy pomnik u Hélène Guastalli (1903–1983). Ten pomnik, wykuty w kamieniu, został w 1994 zniszczony przez samochód. Nowy pomnik, kopia pierwotnego pomnika z brązu, wykonany przez Alberta Carrier-Belleuse, syna pierwszego twórcy, został wzniesiony w 1998 r.
- Oranżeria pałacu Charles’a Le Brun, na ulicy du Temple, wzniesiona w 1719 na planie półkola, jest jedyną pozostałością po posiadłości słynnego dekoratora Pałacu w Wersalu. Przez długi czas opuszczona, została przebudowana na budynek mieszkalny w XIX w. i całkowicie zniekształcona przez nadbudowę i zniszczenie elementów rzeźbiarskich. Zakupiona przez gminę w 1984, została zrekonstruowana w latach 1987–1992 przez Bâtiments de France i przekształcona w siedzibę miejskiej szkoły muzyki i tańca.

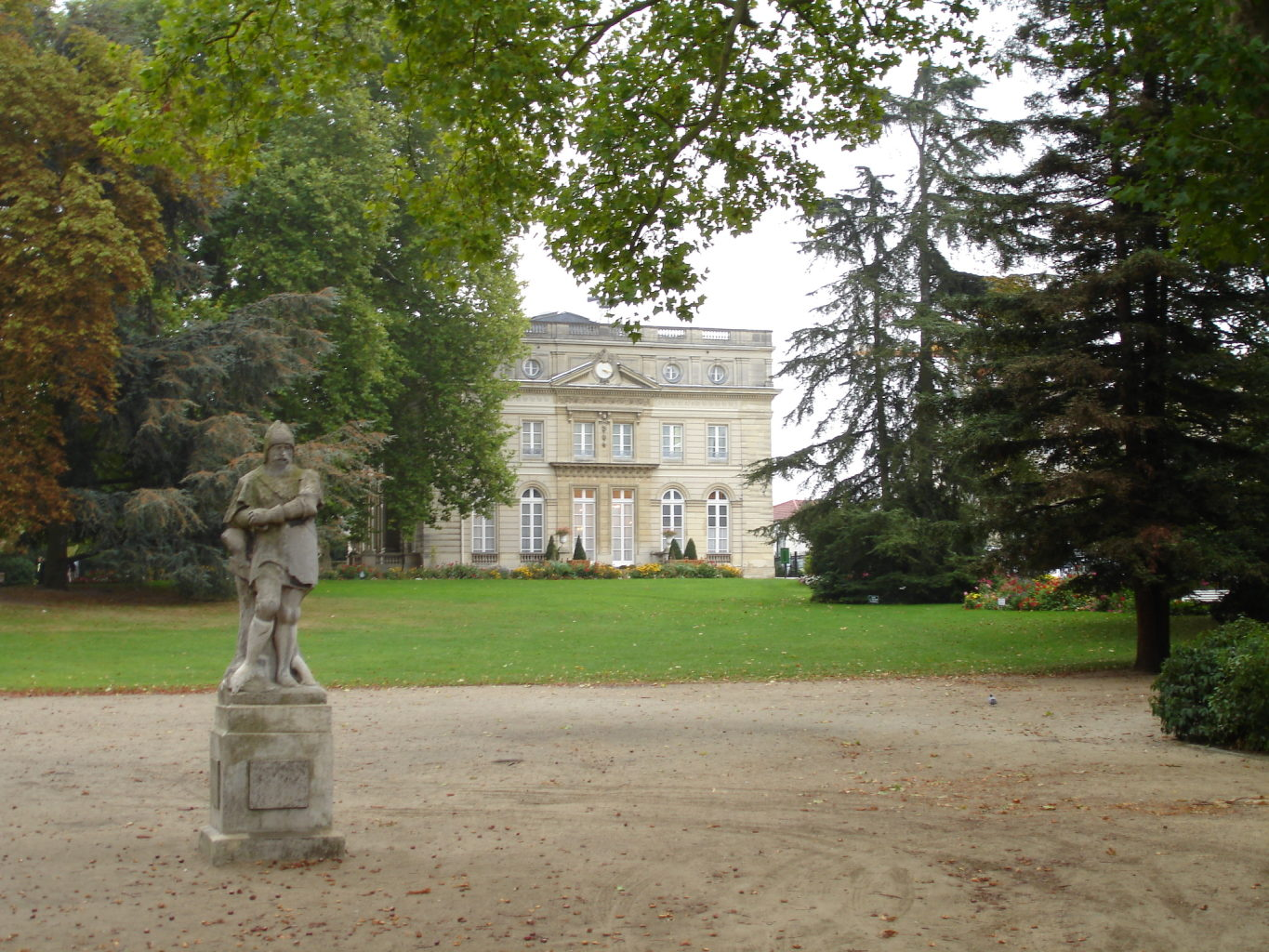
Ratusz w Montmorency

- Ratusz znajduje się w niewielkim pałacu neoklasycystycznym, wybudowanym w latach 1788–1791 przez Nicolas-Louis Goix’a, bogatego paryżanina, który był właścicielem tej posiadłości do 1825. Pałac zakupił Émilien Rey de Foresta w 1859, który rozparcelował posiadłość o powierzchni 13 ha. Inicjały « RF », znajdujące się na ogrodzeniu parku, nie oznaczają, wbrew powszechnemu mniemaniu, Republiki Francuskiej, lecz są po prostu inicjałami właściciela, który od 1865 do 1880 był merem Montmorency. Budynek stał się siedzibą merostwa w 1906 r.

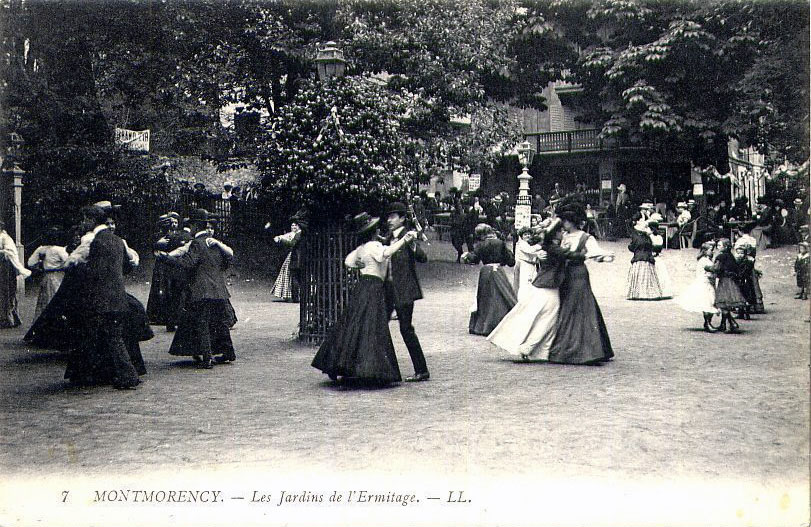
Ogrody wokół l’Ermitage około 1900 r.

- La Châtaigneraie, mały las kilkusetletnich kasztanów jadalnych, uznany za historyczny pomnik przyrody. Las był jednym z ulubionych miejsc przechadzek Rousseau, w pobliżu l’Hermitage.

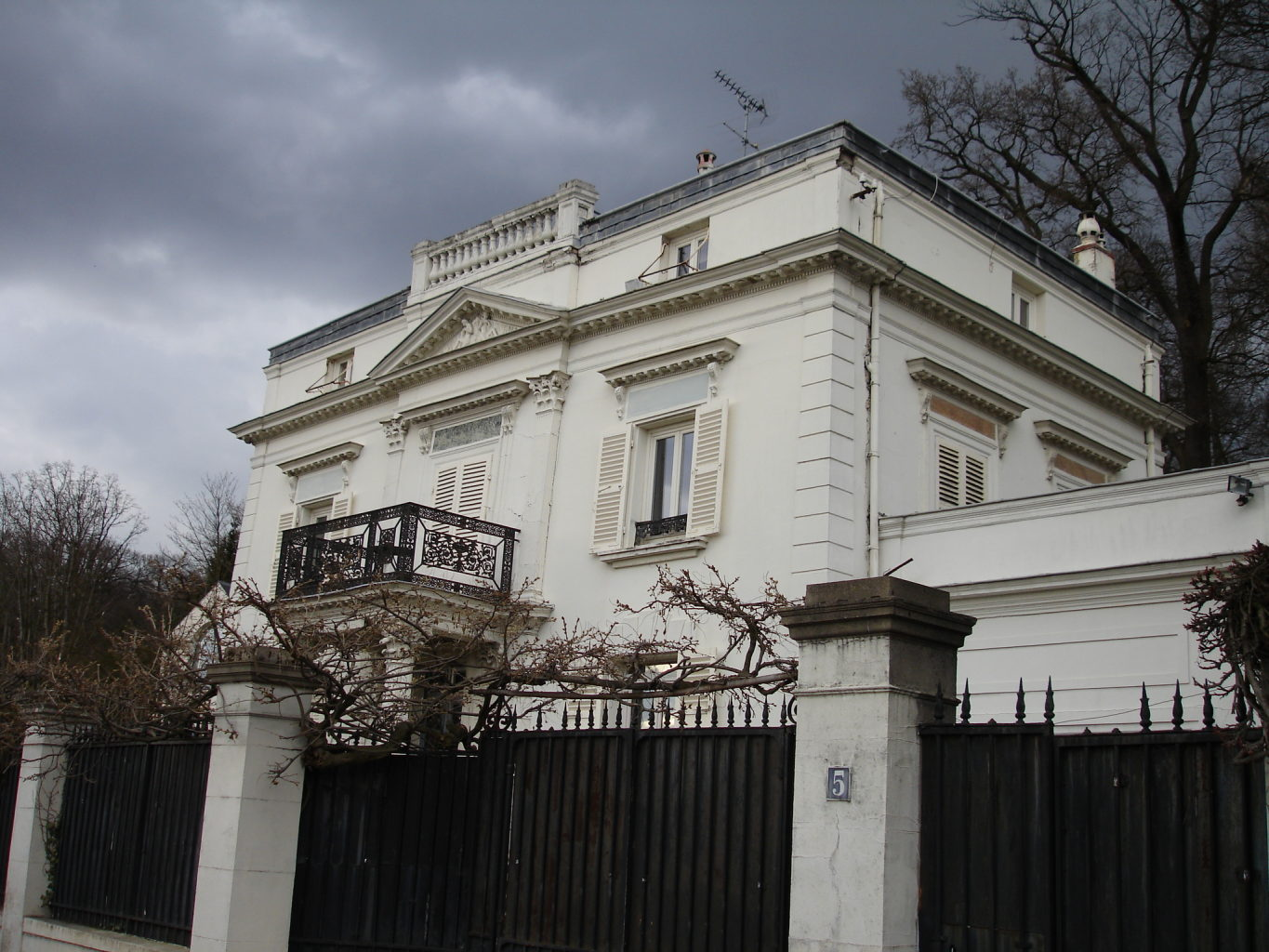
Dom Jean-Bertheroy

- Dom Jean-Bertheroy, pod nr 5 przy ulicy de l’Hermitage, willa, wybudowana w 1891 w stylu włoskim, naprzeciwko l’Hermitage przez Berthę-Corinnę Le Barillier (1858–1917), popularną powieściopisarkę, piszącą pod pseudonimem „Jean Bertheroy”.
- Pałac księcia Dino wybudowany w stylu włoskiego renesansu w latach 1879–1884 przez bankiera Isaaca Léopolda Sée, na miejscu zburzonego w 1817 pałacu marszałka de Montmorency-Luxembourg. Zakupiony przez miasto w 1991 r.
- Most przy ulicy des Granges to ciekawy most kamienny z 1782, który miał łączyć dwie części parku pałacowego.
- Twierdza Montmorency, wzniesiona w latach 1875–1879, jest obecnie jedną z ostatnich twierdz regionu paryskiego, zajmowanych przez wojsko. Od 1992 znajduje się tu centrum szkolenia komandosów.
- Las Montmorency zajmuje 2200 ha i stanowi jedno z najważniejszych miejsc spacerów na północ y Paryża.
- Sieć ścieżek. Miasto zachowało rozbudowaną i rzadko spotykaną sieć ścieżek wśród ogrodów i dzielnic willowych. Są dobrze utrzymane i podzielone na 7 tras spacerowych, które pozwalają odkryć „zielone Montmorency” i liczne punkty widokowe na dolinę Montmorency, Nizinę Paryską i Paryż.
- Cmentarz Les Champeaux – największa polska nekropolia we Francji, gdzie dużo znanych Polaków zostało pochowanych, m.in. Adam Mickiewicz czy Cyprian Norwid

## Kultura
W mieście znajdują się:
- Muzeum Jana Jakuba Rousseau (adres: 5 rue Jean-Jacques-Rousseau).
- Bibliothèque d’études rousseauistes (Maison des Commères – 4 rue du Mont-Louis) – biblioteka specjalizująca się w filozofii oraz w dziełach z XVIII wieku. Księgozbiór liczy ponad 40 tys. woluminów, do tego w bibliotece znajdują się również archiwa miejskie.
- Biblioteka miejska – posiada 35 tys. woluminów w tym ponad 10 tysięcy przeznaczonych dla młodzieży. Regularnie organizowane są w niej wystawy.
- Szkoła muzyki i tańca znajdująca się w posiadłości Charles Le Brun.
- Salle de l’Eden – sala konferencyjna (rue de Pontoise), gdzie odbywają się regularnie konferencje na temat historii miasta i jego okolic.
- Ośrodek kultury i rozrywki (6 avenue de Domont), który prowadzi liczne kursy języków obcych, sztuk plastycznych etc. oraz organizuje wystawy.

### Środki przekazu
Miasto posiada jedną gazetę lokalną, magazyn Vivre Montmorency ukazujący się co dwa miesiące.

### Wydarzenia kulturalne i sportowe
- Jarmark produktów regionalnych w marcu
- Plener malarski „Montmartre à Montmorency” na placu Roger-Levanneur w czerwcu
- „La corrida pédestre” (pl. Piesza corrida) – biegi uliczne we wrześniu

### Montmorency w literaturze
Liczni pisarze odwiedzali Montmorency, w szczególności w XIX wieku. Najbardziej znanym pisarzem umieszczającym w swoich dziełach był Jan Jakub Rousseau.
W IX księdze Confessions (pl. Wyznania), Rousseau opisuje swoje przenosiny do Ermitażu, do Louise d’Épinay: Im dłużej oglądałem tę uroczą posiadłość, tym bardziej dochodziłem do wniosku, że jest dla mnie stworzona. To miejsce, bardziej samotnia niż odludzie, przenosiło moje myśli na krańce świata. Były tam te piękne, wzruszające rzeczy, których nie znajdzie się prawie nigdy w miastach, i w żadnym razie, czując się przeniesionym w jednej chwili, nie można się domyślić że jest się cztery ligi od Paryża.

### Heraldyka
|  | Montmorency - Krzyż czerwony na tle złotym z szesnastoma błękitnymi alerionami (alerion = orzeł bez dzioba i łap), rozmieszczonymi dwa na dwa na każdym z czterech pól - Herb miasta pojawił się w drugiej połowie XII w.; początkowo miał tylko cztery błękitne aleriony. Dwanaście dodatkowych alerionów zostało dodanych po zwycięskiej bitwie pod Bouvines, 27 lipca 1214 po tym, jak Mathieu II de Montmorency zdobył 12 sztandarów od wroga. Czerwony krzyż miał być narysowany przez króla Filipa Augusta krwią Mathieu II, który został ranny podczas bitwy. |

## Edukacja
W mieście działają cztery przedszkola, pięć szkół podstawowych, dwa gimnazja, liceum ogólnokształcące i liceum zawodowe.
Gmina podlega pod Akademię w Wersalu. Szkoły w mieście są zarządzane przez Generalny Inspektorat Ministerstwa Edukacji Narodowej. Montmorency należy do regionu edukacji i kształcenia w Enghien-les-Bains.
Dwa gimnazja – Charles-Le-Brun (3, rue Le Laboureur) i Pierre-de-Ronsard (4, chemin du Mont-Griffard), znajdują się: pierwsze w centrum, drugie na północy, w dzielnicy des Champeaux. Dwa licea znajdują się w centrum miasta: liceum ogólnokształcące Jean-Jacques Rousseau (20, rue de Jaigny) i liceum zawodowe Turgot (3, place au pain).

## Służba zdrowia
Szpital w Montmorency istnieje od 1207, kiedy powstał tzw. Maison-Dieu o dwunastu łóżkach. Maison-Dieu był zarządzany przez fundację świecką, utworzoną przez Matthieu II de Montmorency. W XV w. Maison-Dieu przekształcono w szpital (Hôtel-Dieu). Został on gruntownie przebudowany w latach 1970. Ostatnio otrzymał nazwę Szpital Simone Veil, po połączeniu placówek w Eaubonne i Montmorency. W 1992 miał 459 łóżek. Od czasu połączenia zatrudnia ponad 2700 pracowników.

## Religia
Kościół rzymskokatolicki. Nabożeństwa odbywają się w kolegiacie św. Marcina w Montmorency. Kościół św. Franciszka z Asyżu został wzniesiony w 1971 dla wiernych z Champeaux (20, avenue des Tilleuls). Obie parafie należą do diecezji Pontoise.
Kościół protestancki. Nabożeństwa odbywają się w kościele w Enghien-les-Bains, w pobliżu Montmorency (155, avenue de la Division-Leclerc).
Synagoga. Ośrodek wspólnoty żydowskiej znajduje się w Montmorency (9, rue de Pontoise). Synagoga mieści się na ulicy de Malleville w Enghien, za budynkiem uzdrowiskowym.

## Sport
W Montmorency jest osiemnaście stowarzyszeń i klubów sportowych.
Najważniejsze kluby to: FC Montmorency (piłka nożna), l’Olympique Groslay Enghien Montmorency (OGEM) (rugby) i Centrum boksu francuskiego
Montmorency FC zakwalifikował się do mistrzostw w 2006/2007 we wszystkich kategoriach.

### Obiekty sportowe
Obiekty sportowe w Montmorency zajmują powierzchnię około piętnastu hektarów.
Regionalne centrum pływackie (1–5, rue Henri-Dunant) ma dwa baseny o powierzchni 700 m², o wymiarach (25 × 15 m ; 15 × 15 m) oraz 1000 m² tarasów.
Stadion Butte-aux-Pères (chemin de la Butte-aux-Pères) był budowany od 1977 i zawiera salę do lekkoatletyki, salę ogólnosportową, salę do gry w kulki (boule), salę wielofunkcyjną, tereny zewnętrzne, trzy o nawierzchni trawiastej i dwa o nawierzchni utwardzonej (piłka nożna, rugby), korty tenisowe, skatepark i teren do łucznictwa.
Kompleks sportowy Gallerands (rue des Gallerands) zawiera korty tenisowe, teren do łucznictwa i salę lekkoatletyczną.
Lekkoatletyka Ferdinand-Buisson (avenue de la I Armée-Française) jest najbardziej wyspecjalizowana w sztukach walki i w gimnastyce.
Stadion Fort specjalizuje się w rugby.

## Miasta partnerskie
- Kehl (Niemcy), położone nad Renem niedaleko Strasburga, umowa partnerska od 1967.
- Knutsford (Wielka Brytania), położone między Manchesterem i Chester, umowa partnerska od 1978.
- Pułtusk (Polska), położony nad rzeką Narwią w województwie mazowieckim, umowa partnerska od marca 2010.

## Miejscowe specjalności kulinarne

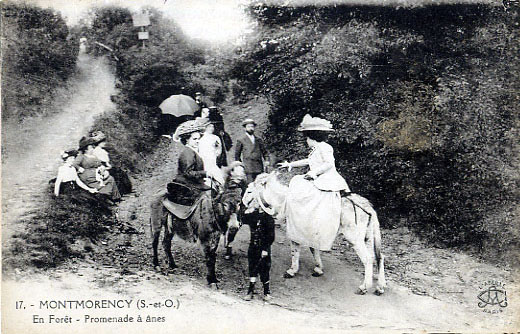
W lesie – Przejażdżka na osłach, pocztówka, około 1900

Czereśnia z Montmorency. Miasto od XVII w. słynie z kwaskowatych czereśni, o zabarwieniu od różowo-pomarańczowego do jasnoczerwonego. Rozsławiła je Madame de Sévigné.
Wiśnie (Prunus cerasus) z Montmorency. Kwaśne, przeznaczone głównie do produkcji wódek. Niegdyś przyjeżdżano na osłach, aby zbierać te wiśnie w sadach, otaczających miasto. Jednak z powodu rozbudowy miasta i zanikania upraw, są one bardzo rzadko spotykane.

## Montmorency… gdzie indziej
Nazwę miasta odnajdujemy w wielu miejscach we Francji oraz w innych krajach.
Miejscowość w departamencie Aube nazywa się Montmorency-Beaufort, była posiadłością François de Montmorency, pana z Bouteville. W Burgundii, znajduje się parking i miejsce odpoczynku Montmorency na autostradzie A6. Osada koło Arcachon w departamencie Gironde nosi nazwę Montmorency. Marka wina z tego departamentu nazywa się zresztą petit clos de Monmorency – lecz t zniknęło z nazwy. Przedmieście Mondeville, na obrzeżach Caen również nosi nazwę Montmorency.
Hrabstwo Montmorency istnieje w USA, w stanie Michigan, a miasto na przedmieściach Melbourne w Australii także nosi tę nazwę. Istnieje również Wodospad Montmorency, znajdujący się na wschód od miasta Québec w Kanadzie. Ma wysokość 83 metrów i jest najwyższym wodospadem Québecu. Znajduje się przy ujściu rzeki Montmorency, która zimą zamarza i staje się popularną ślizgawką. W Quebecu istnieje również las Montmorency.

## Znane osoby związane z Montmorency
- Jan Jakub Rousseau (1712–1778) – filozof, mieszkał w Montmorency w latach 1756–1762, tutaj powstało kilka z jego najważniejszych dzieł.
- Adam Mickiewicz (1798-1855) – najwybitniejszy polski poeta epoki romantyzmu, bywał w środowisku polskich emigrantów w Montmorency, a po śmierci został tu pochowany na cmentarzu des Champeaux (jego szczątki pozostały tu do 1890, kiedy zostały przeniesione do katedry wawelskiej w Krakowie).
- André Grétry (1741–1813) – kompozytor belgijski, wielbiciel Rousseau, w 1798 nabył l’Hermitage, gdzie mieszkał aż do śmierci.
- Heinrich Heine (1797–1856) – niemiecki poeta liryczny pochodzenia żydowskiego, mieszkał pod nr 7 przy rue de la Châtaigneraie w dziś już nieistniejącym budynku.

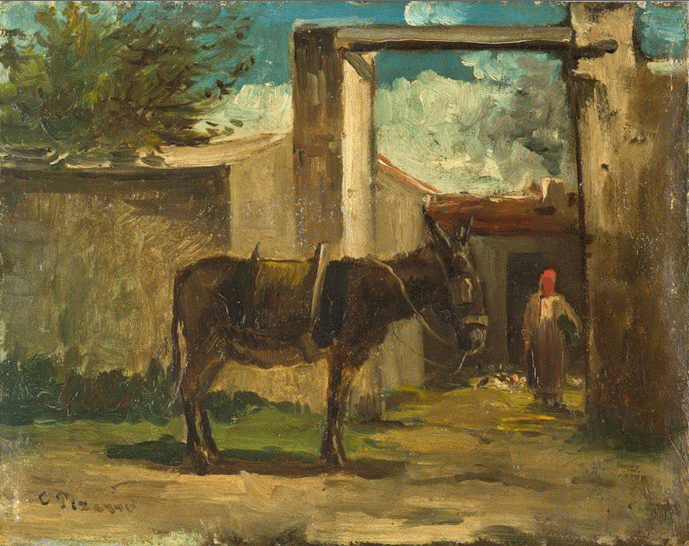
Camille Pissarro, Paysage à Montmorency

- Charles Le Brun (1619–1690) – malarz i oficjalny królewski dekorator wnętrz zamków w Wersalu i Vaux-le-Vicomte, później zarządca manufaktury gobelinów w Paryżu. Le Brun wzniósł w Monmorency pałac otoczony parkiem, który został zniszczony w 1810.
- Camille Pissarro (1830–1903) – malarz impresjonista, przebywał w Montmorency sezonie letnim w 1854, 1856 i 1857. Powstało wówczas kilka z jego obrazów: Les Lavandières, Le Châtaignier brûlé, En forêt de Montmorency czy Paysage à Montmorency. Ten ostatni obraz wystawiony został na dorocznym paryskim salonie artystycznym w 1859.
- Rachel (1821–1858) – aktorka teatralna, mieszkała przy rue de l’Hermitage 10.
- Richard Wagner (1813–1883) – niemiecki kompozytor, odkrył Montmorency w 1849. Wynajmował pokój w oberży Homo (Châtaigneraie).